# Nguyên tử lithi
Một nguyên tử lithi là một nguyên tử của nguyên tố hóa học lithi. Lithi gồm có ba electron bị ràng buộc bởi lực điện từ vào một hạt nhân có ba proton cùng với ba, hoặc bốn neutron, tùy thuộc vào loại đồng vị của nó, giữ chặt lại với nhau bằng lực tương tác mạnh. Tương tự như trong trường hợp của nguyên tử heli, một phép giải dạng đóng của phương trình Schrödinger cho nguyên tử lithi không được tìm thấy. Tuy nhiên, nhiều phương pháp như phương pháp Hartree–Fock có thể được sử dụng để ước lượng năng lượng trạng thái cơ bản và hàm sóng của nguyên tử. Khiếm khuyết lượng tử là một giá trị mô tả sự thay đổi từ các mức năng lượng hydrogenic.